# Gouverneurswahl in der Oblast Samara 2018

Ergebnis für Dmitri Asarow der Partei Einiges Russland nach Stimmbezirken

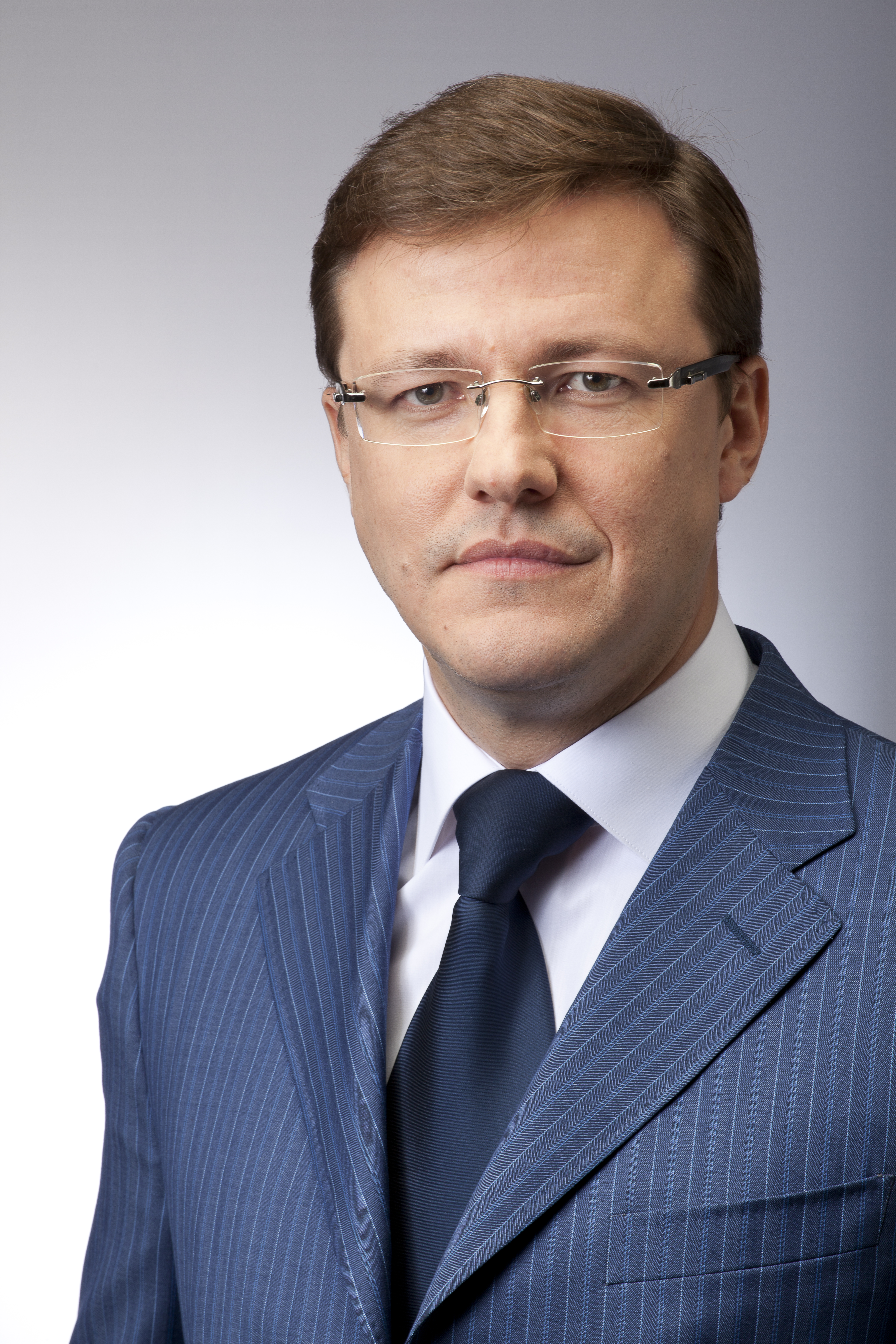
Wahlsieger Dmitri Asarow

Die Gouverneurswahl in der Oblast Samara 2018 war die zweite Wahl des Gouverneurs der Oblast Samara, einem russischen Föderationssubjekt im Föderationskreis Wolga, nach der Wiedereinführung der Direktwahl bei der Gouverneurswahl in der Oblast Samara 2014. Die Wahl fand am 9. September 2018 statt.

## Ausgangslage
Bei der ersten Direktwahl des Gouverneurs seit 2000 am 14. September 2014 gewann Nikolai Iwanowitsch Merkuschkin der Partei Einiges Russland mit 91,35 % der Stimmen eindeutig die Wahl und wurde Gouverneur der Oblast Samara. Am 23. September 2014 trat er sein Amt an. Bereits am 10. Mai 2012 wurde er nach dem Rücktritt von Wladimir Wladimirowitsch Artjakow auf Vorschlag des Präsidenten Wladimir Putin zum Gouverneur ad interim ernannt. Die Ernennung wurde am 12. Mai 2012 durch die Duma der Oblast Samara bestätigt.
Nikolai Iwanowitsch Merkuschkin trat am 25. September 2017 auf eigenen Wunsch vom Amt des Gouverneurs der Oblast Samara zurück. Dmitri Igorewitsch Asarow wurde vorübergehender Gouverneur bis zur Wahl am 9. September 2018, bei der er sich für die Partei Einiges Russland zur Wahl aufstellen ließ.

## Wahlsystem
Alle wahlberechtigten Bürger haben eine Stimme, die sie einem der registrierten Kandidaten geben können. Ein Kandidat ist gewählt, wenn er mehr als 50 % der abgegebenen Stimmen, also eine absolute Mehrheit, erhält. Sollte kein Kandidat diese Stimmenanzahl erreichen, wird ein zweiter Wahlgang angesetzt, an dem die beiden Kandidaten mit den meisten Stimmen aus dem ersten Wahlgang teilnehmen. Im zweiten Wahlgang muss ein Kandidat nur die relative Mehrheit erhalten, um die Wahl zu gewinnen. Dieser Fall kann eintreten, da auch leere Stimmzettel Anteile des Gesamtergebnisses einnehmen, sodass beide Kandidaten unter 50 % der Stimmen erhalten und zum Beispiel 2 % leere Stimmzettel sind. Im ersten Wahlgang nehmen die leeren Stimmzettel auch Teile des Gesamtergebnisses ein, dort ist eine absolute Mehrheit unter Berücksichtigung der leeren Stimmzettel nötig.

## Kandidaten
| Kandidat           | Partei                                          | Registrierung |
| ------------------ | ----------------------------------------------- | ------------- |
| Dmitri Asarow      | Einiges Russland                                | registriert   |
| Galina Baranowa    | Russische Partei der Pensionäre                 | registriert   |
| Andrei Jewdokimow  | Wachstumspartei                                 | verweigert    |
| Witali Kirsanow    | Kommunisten Russlands                           | registriert   |
| Alexei Leskin      | Kommunistische Partei der Russischen Föderation | registriert   |
| Michail Marjachin  | Gerechtes Russland                              | registriert   |
| Wiktor Russin      | Saubere Stadt                                   | verweigert    |
| Alexander Stepanow | Liberal-Demokratische Partei Russlands          | registriert   |

## Ergebnis
| Position              | Kandidat              | Partei                                          | Stimmen   | Anteil  |
| --------------------- | --------------------- | ----------------------------------------------- | --------- | ------- |
| 1.                    | Dmitri Asarow         | Einiges Russland                                | 829.118   | 72,63 % |
| 2.                    | Alexei Leskin         | Kommunistische Partei der Russischen Föderation | 114.090   | 9,99 %  |
| 3.                    | Alexander Stepanow    | Liberal-Demokratische Partei Russlands          | 65.362    | 5,73 %  |
| 4.                    | Witali Kirsanow       | Kommunisten Russlands                           | 46.030    | 4,03 %  |
| 5.                    | Michail Marjachin     | Gerechtes Russland                              | 29.900    | 2,62 %  |
| 6.                    | Galina Baranowa       | Russische Partei der Pensionäre                 | 29.265    | 2,56 %  |
| gültige Stimmzettel   | gültige Stimmzettel   | gültige Stimmzettel                             | 1.113.765 | 97,56 % |
| ungültige Stimmzettel | ungültige Stimmzettel | ungültige Stimmzettel                           | 27.806    | 2,44 %  |
| Stimmen               | Stimmen               | Stimmen                                         | 1.141.571 | 100 %   |

Von 2.381.607 wahlberechtigten Bürgern gaben 1.141.571 Personen ihre Stimme ab. Das entspricht einer Wahlbeteiligung von 47,93 %.